# Pays des Abers
 (juin 2016).
 (juin 2016).
Le pays des Abers est une zone touristique de France située dans le nord du Finistère en région Bretagne, qui peut aujourd'hui se délimiter par le territoire de la communauté de communes (une circonscription administrative, donc) du Pays des Abers.
Un aber est un estuaire, une ancienne vallée fluviale envahie par la mer. Le « pays des Abers » doit son nom de deux d'entre eux, l'aber Wrac'h et l'aber Benoît. Il se situe dans un triangle dont les sommets sont Saint-Pabu, Plouguerneau et Kersaint-Plabennec, à 25 km au nord de Brest.

## Histoire
L'histoire du pays des Abers est largement attestée dès le Néolithique, l'époque des premiers agriculteurs. L'île Guénioc, au large de Saint-Pabu, abrite quatre cairns, soit douze tombes en tout, qui ont abrité, il y a environ cinq mille ans, les dépouilles de quelques-uns des plus anciens agriculteurs de Bretagne. Ce sont parmi les premiers témoignages de cette culture en Bretagne.
Vers 1200 av. J.-C., un nouveau peuple arriva à la pointe de l'Armorique, porteur d'une culture guerrière et aristocratique. Ce peuple, qui tirait sa richesse de la maîtrise de la fonte du bronze, prospéra dans la région grâce aux carrières d'étain que l'on y trouvait, notamment à Bourg-Blanc, où elles seront exploitées jusque dans les années 1970. L'aristocratie de cette époque honorait ses morts par l'érection de tombes somptueuses, de grands tumulus, dont un grand nombre a été découvert dans le pays des Abers. Celui de Kersaint-Plabennec abritait la sépulture d'un enfant d'une douzaine d'années. À Plouguerneau, on en a trouvé trois à Saint-Michel, sur une zone dominant la mer. De ces trois monuments, il ne reste plus grand-chose, les vastes monticules s'étant lentement érodés au cours des ans. Seulement les trois petites « tables de pierre », destinée à protéger les cendres des défunts, subsistent. Pour les gens de Plouguerneau, le diable y cachait son or. Le trésor apparaissait aux yeux des hommes à certaines périodes de l'année et à l'aube. Un passant éventuel aurait alors pu s'en emparer mais il valait mieux y réfléchir à deux fois, car rares sont ceux qui ont volé l'or du diable sans s'en repentir par la suite !
Les « petits princes » de l'âge de bronze, qui assuraient leur domination grâce à leurs armes en bronze, furent finalement vaincus par des peuples venus de l'est, les Celtes, possesseurs d'une nouvelle technologie, celle du fer avec lequel ils pouvaient fabriquer des armes plus résistantes. Ils arrivèrent bientôt jusqu'en Armorique, où ils s'installèrent, formant différentes nations. Le pays des Abers faisait partie du territoire des Osismes, dont la capitale était l'actuelle Carhaix.
Cette civilisation fut à son tour balayée par les Romains, qui étendirent leur domination jusqu'à la pointe de la Bretagne. À partir du IIIe siècle, une crise monétaire frappa l'Empire romain et en 280 des révoltes paysannes commencèrent contre la charge toujours croissante des impôts. Ces paysans formèrent des bandes armées surnommées les bagaudes, venant d'un terme signifiant « les troupes ». Les villes construisirent des remparts pour se protéger de ces assauts qui durèrent jusqu'en 410.
La page la plus connue de l'histoire de la région est cependant celle des grandes migrations des peuples venus d'île de Bretagne, chassés par les Angles et les Saxons à partir du Ve siècle de notre ère. Des moines accompagnaient souvent les colons civils et assuraient leur encadrement religieux. Le pays des Abers, du fait de sa position géographique, servit de point d'arrivée à ces moines, qui partirent ensuite évangéliser d'autres parties de la Bretagne, ou parfois, restèrent sur place, fondant de nombreuses paroisses.
Les Bretons émigrés en Armorique connurent de nouvelles difficultés. Au cours du haut Moyen Âge, les attaques de pirates et Vikings se multiplièrent, favorisant l'émergence de nombreux petits seigneurs locaux, qui offrirent leur protection aux paysans alentour contre impôt. La situation évolua assez peu au cours du Moyen Âge, et ce jusqu'à la fin de la guerre de Succession de Bretagne. En 1365, Jean IV devint duc de Bretagne, et la région des abers put se lancer dans le commerce maritime et, sans doute dès la fin du XIVe siècle, dans le commerce du lin. À cette époque furent bâtis les enclos paroissiaux léonards.
Cette période, « l'âge d'or du Léon », ne fut pourtant pas toujours idyllique. Les paroisses du pays des Abers eurent souvent à faire face à des épidémies, des famines, des guerres, des raids destructeurs de la part de l'ennemi anglais sur les côtes. Les famines durent beaucoup à la période de froid très important qui toucha l'ensemble de l'Europe du XVIe au début du XVIIIe siècle. Ce « Petit Âge glaciaire » eut pour effet d'appauvrir les paysans locaux, forcés de cultiver malgré tout.
En 1668 et 1669, l'administration royale, entreprit de mettre en place un recensement visant à enrôler de nouveaux soldats. Tous les hommes vivant à moins de quatorze kilomètres des côtes devaient servir le roi une année sur quatre. Malgré tout, le système ne suscita pas de révolte importante car le conscrit bénéficiait de certains avantages.
La population ne montra des velléités de rébellion qu'à la Révolution, mais pas tant à l'égard de la noblesse qu'à l'égard des levées d'hommes exigées par la toute jeune république et, surtout, à l'égard des prêtres jureurs. Certains prêtres préférant s'enfuir plutôt que de jurer fidélité à la République. Dans des paroisses comme Plabennec et Kersaint-Plabennec, les femmes organisèrent une procession contre la levée de trois cent mille hommes exigée par le nouveau gouvernement. Ce manque d'empressement général pour la Révolution suscita la méfiance du gouvernement révolutionnaire.
L'aber Wrac'h, dont l'intérêt stratégique avait déjà été remarqué par Vauban, reprit de son importance lors de la Première Guerre mondiale. Malgré son éloignement du théâtre principal des conflits, c'est là que des soldats américains s'installèrent en 1917, sur l'île Terc'h, qui fut rebaptisée « île aux Américains ». L'île avait été choisie pour abriter une base d'hydravions, destinés à soutenir la guerre contre les sous-marins allemands qui faisait des ravages dans cette zone et verrouillaient le passage entre la Manche et l'Atlantique. La base n'entra qu'en activité en 1918 et l'armistice fut signé peu après.
Les fortifications construites par Vauban et ses successeurs connurent surtout un regain d'activité pendant la Seconde Guerre mondiale. Les Allemands les développèrent considérablement, les intégrant au mur de l'Atlantique qui hérissait l'ensemble des côtes de nombreux bunkers.

## Espaces muséographiques

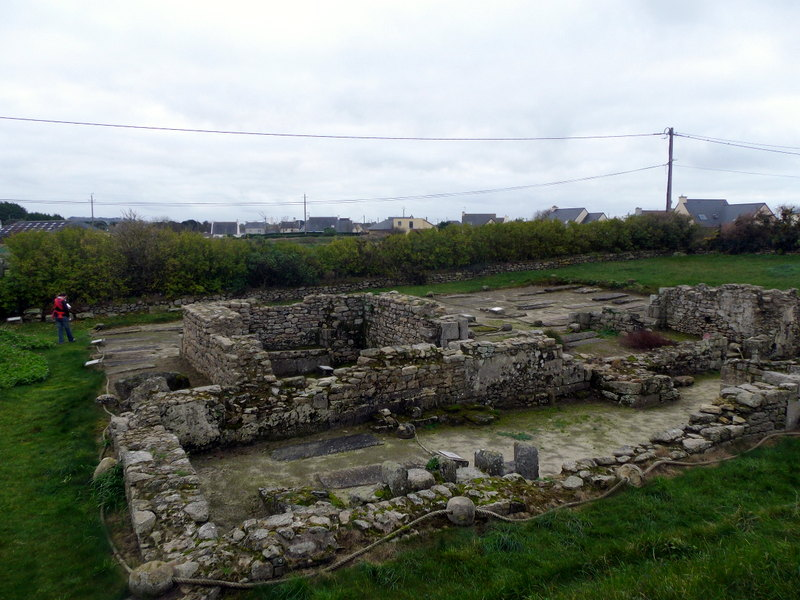
Site médiéval d'Iliz Coz.

Le pays des Abers compte de nombreux espaces muséographiques dont l'écomusée des Goémoniers et de l'Algue, l'écomusée Skolig-al-Louarn. L'espace photo et cinéma de la médiathèque de Bourg-Blanc en fait également partie. Le site d'Iliz Coz à Plouguerneau, la Maison des Abers, la maison du Pêcheur, le phare de l'île Wrac'h ainsi que le sémaphore de l'aber Wrac'h sont également d'importants musées et sites d'exposition dans le pays des Abers.

## Patrimoine et culture

### Patrimoine naturel
Le territoire du pays des Abers compte deux abers. L'aber Wrac'h est le plus grand des deux, la mer remonte sur 12 km dans l'aber jusqu'au lieu-dit Le Diouris en passant par le pont du Diable (pont Krac'h, Pont-Grach, ou « pont an Diaoul »). Son embouchure, large de 2 km, abrite le célèbre port de plaisance de l'aber Wrac'h. Dans le second, l'aber Benoît, la mer remonte sur 10 km jusqu'au moulin de Tariec. Au début du siècle, plus d'une centaine de moulins se trouvaient le long de ses rives et aux alentours.
Des nombreuses plages se situent dans la zone touristique, à Landéda on trouve quatre plages, les dunes de Sainte Marguerite, la plage de Cézon, la Baie des Anges et le Port Scave. À Saint-Pabu, on en dénombre quatre, Corn ar Gazel, Beniguet, Erléac'h et Coulouarn. La commune de Plouguerneau abrite de nombreuses plages dont la plage de Saint Cava, la plage de Kervenni, la plage de la Grève Blanche, la plage du Korejou, la plage de Moguéran, la plage du Zorn et la plage du Vougo.
De multiples îles qui faisaient autrefois partie du continent sont visibles et parfois accessibles à pied telles que l'Île Cézon, l'île Garo, l'île Guenioc, l'île Wrac'h, l'île Tariec, l'île Vierge, Roc'h Avel et Trevors.

### Patrimoine culturel
Le pays des Abers regorge d'endroits à visiter parmi lesquels il y a le phare de l'île Vierge, le menhir de Prad Ledan, le pont du Diable, la chapelle de Tromenec à Landéda, l'église Saint-Pierre-et-Saint-Paul à Plouguerneau, l'abbaye Notre-Dame-des-Anges de Landéda.

## Itinéraires touristiques

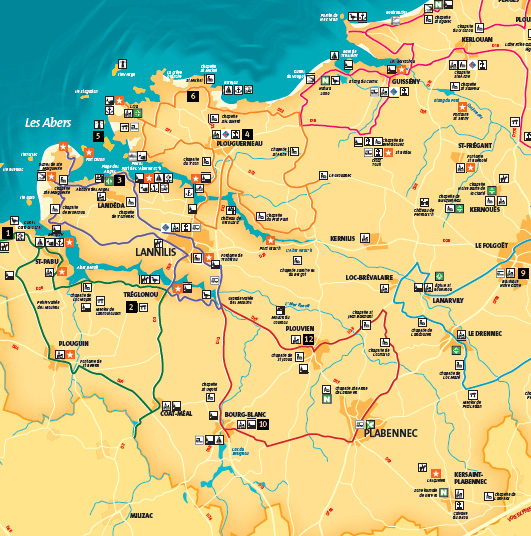
Carte des itinéraires touristiques au pays des Abers.

Il existe quatre grands itinéraires touristiques afin de visiter le pays des Abers :
- celui de Plouguerneau (en orange sur la carte) ;
- celui de l'Aber-Benoît (en rouge) ;
- celui d'entre les deux abers (en mauve) ;
- celui de la rive gauche de l'Aber-Benoît (en vert).